# Яблонские
Яблонские (пол. Jabłoński) — древний дворянский род.
При подаче документов (1686) для внесения рода в Бархатную книгу, была предоставлена родословная роспись Яблонских.
Род Яблонских записан в VI часть родословной книги губерний Воронежской, Орловской и Харьковской.
Есть ещё несколько дворянских родов того же имени. Польские шляхетские роды Яблонских, помимо собственного — гербов Боньча, Домброва, Дрогомир, Ясеньчик, Ястржембец, Елита, Юноша, Котвица, Самсон, Сас, Сухекомнаты, Топор, Порай-Ясеньчик, Сенники.

## Происхождение и история рода
Ведёт своё происхождение от польского шляхтича Петра Матвеевича Яблонского, приехавшего в Москву и служивший иноземную службу в 1580 году. За службу жалован поместьями в 1593 году, попал в плен к туркам, впоследствии убит в бою (1621).
Фамилию получил по владению поместьями (маетностями).
Степан Богданович Яблонский московский дворянин (1671—1677).

## Описание гербов

#### Герб Яблонских 1785 г.
В Гербовнике Анисима Титовича Князева 1785 года имеется изображение печати с гербом Андреяна Максимовича Яблонского: в синем поле щита, изображён золотой ключ, бородкой вверх, вправо (польский герб Ясеньчик). Щит увенчан коронованным дворянским шлемом с шейным клейнодом. Нашлемник пять страусовых перьев. Намёт отсутствует. Вокруг щита военная арматура в виде знамён, пушек, ядер, сабли и трубы.

#### Герб. Часть X. № 26
Щит разделён на четыре части, из которых в первом голубом поле изображены три серебряные шестиугольные звёзды (изм. польский герб Карп), во втором серебряном поле — выходящий лев натурального цвета, обращённый в правую сторону, в третьем золотом поле — дерево яблоня с плодами, в четвёртом красном поле — выходящая из облака рука в серебряные латы облечённая с поднятым вверх мечом (польский герб Малая Погоня).
Щит увенчан дворянскими шлемом и короной. Нашлемник: три страусовых пера. Намёт на щите голубой и серебряный, подложенный золотом и красным.